# Opuntia opuntia
Opuntia opuntia là một loài thực vật có hoa trong họ Cactaceae. Loài này được (L.) J.M. Coult. mô tả khoa học đầu tiên năm 1896.